# Вальрод
Вальрод (нім. Wahlrod) — громада в Німеччині, розташована в землі Рейнланд-Пфальц. Входить до складу району Вестервальд. Складова частина об'єднання громад Гахенбург.
Площа — 5,99 км2. Населення становить 856 ос. (станом на 31 грудня 2020).

## Галерея

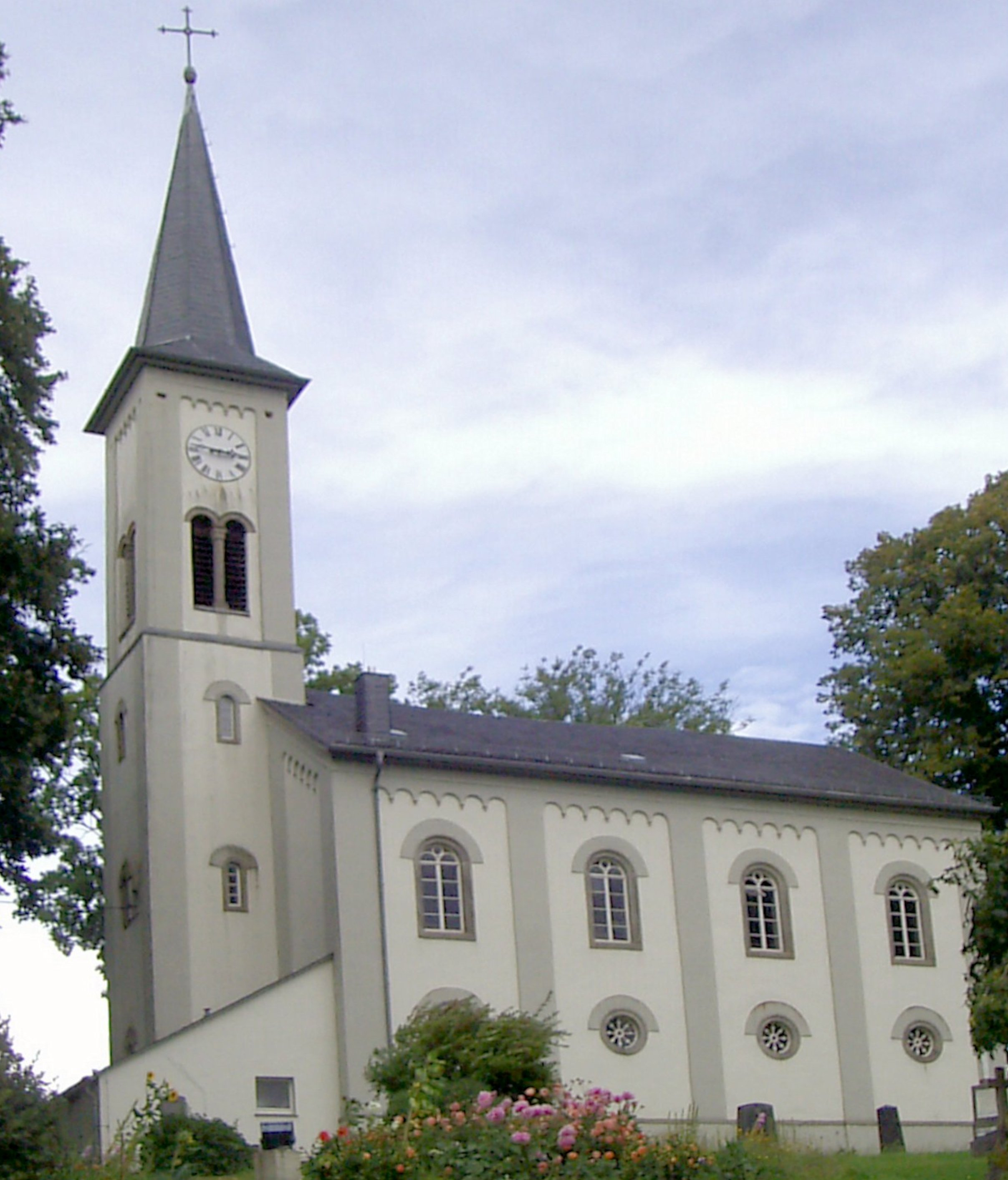